# Naturarvet
Naturarvet, tidigare Ett klick för skogen, är en svensk insamlingsstiftelse som genom danationer och sponsring via en webbplats bevarar gammelskog i Sverige. Ändamålet är att förvärva skyddsvärd gammal skog med syfte att bevara den biologiska mångfalden, skydda områdets rödlistade arter och i övrigt främja friluftsliv, turism och forskning. Utöver ändamålet finns en positiv effekt för klimatet att bevara gammelskog. Dels bevaras det kol som finns i träd och mark dels lagras varje år in mer kol i träd och mark. Det är den ekologiska balansen i skogsekosystemet som driver kol-inlagringen. Det är skydd av och återskapande av naturskogar som ger den bästa och billigaste effekten för att bromsa den globala klimatkrisen på kort sikt .

## Bevarade skogar
Naturarvet har förvärvat skogar om sammanlagt 804 ha i sju olika områden i Sverige.
Första förvärvet var Ännamusskogen (2005), en fjällnära skog i Jokkmokks kommun, söder om sjön Saggat. Tvärs över sjön finns Årrenjarka fjällby 17 km från Kvikkjokk.
Andra förvärvet var en del av Verle gammelskog (2009) som ligger i Ale kommun, 14 km nordost om Skepplanda. Verleskogens naturreservat bildades genom ett unikt samarbete mellan flera parter.
Tredje, fjärde och femte förvärven, Iglekärrs gammelskog (2012–2015), Solliden (2016) och Skarnhålans gammelskog (2018), ligger 3 km öster om Skepplanda. De två förstnämnda förvärven bildade tillsammans Iglekärrs naturreservat medan den sistnämnda har sammanfogats med Eklidens naturreservat Tillsammans utgör de två reservaten 208 ha sammanhängande skyddad gammelskog av Gategårdsberget. Det sammanhängande området kallas “Porten till Risveden”.
Sjätte, sjunde, åttonde och tionde förvärven, Svartsundets gammelskog (2020), Fågelskärsudden (2022), Bålgrundsfjärden (2022) och Kalvgrundsfjärden (2023), slogs under 2023 samman till Söderboda gammelskog, en naturskog om 110 ha på Gräsö i norra Roslagen, i Östhammars kommun. Från färjeläget på Gräsö är det ca 16 km till sydvästra delen och 18 km till nordöstra delen. Svartsundet skiljer delarna åt.
Nionde förvärvet var Ullersjöbäckens gammelskog (2022), 264 ha fjällnära naturskog på Rödfjällets sluttning vid Stora Blåsjöns östra strand, i Frostviken, Strömsunds kommun. Skogen utgör en viktig länk i en grön infrastruktur i ett område som till stor del har höga naturvärden som ännu är oskyddade.
Elfte förvärvet är Ekås ek-bok-skog (2023) i Gällared, Falkensbergs kommun, Halland. 25 ha, varav 17 ha sekundär ädellövskog av naturskogsartad karaktär är Naturarvets första skog av nemoral typ. Skogen är också unik genom att den kräver en mer aktiv naturvård för att kunna upprätthålla och utveckla skogens naturvärden.
Tolfte förvärvet är Sönner-Djupsjöns gammelskog, 182 ha lövrik myrmosaik i Krokoms kommun, Jämtland.

## Insamling
På hemsidan finns bl.a. skogsbutiken och en möjlighet att öronmärka koordinatsatta skogsrutor och paraplyträd i de senast förvärvade skogarna. Skogsfadder kallas månadsgivare i Naturarvet. Naturarvet ligger i framkant för moderna effektiva automatiserade metoder för insamling som är unikt kopplade till Naturarvets starkt nischade verksamhet. Att kunna koppla en gåva till en specifik bit natur skapar en mer personlig relation mellan givare (människan) och mottagare (gammelskogen).
Sponsorer av större gåvor kan genom sina donationer få kvitto på hur stor areal som skyddas, vilket representeras med öronmärkta ytor på insamlingskartor, och hur mycket koldioxid den skyddade arealen potentiellt kan lagra in varje år. Flera av Naturarvets största sponsorer, såsom Icebug och Urberg by Outnorth, är anslutna som Business Partners till matchningsplattformen 1% for the Planet, där Naturarvet är Environmental Partner. Naturarvet har också vid tre tillfällen varit mottagare av Naturkompaniets Naturbonusen.

## Historia
Den 11 december 2003 "föddes" insamlingsstiftelsen genom konstituerande styrelsemöte och beslut om antagande av urkund och stadgar. Den 16 januari 2004 registrerades Insamlingsstiftelsen Ett klick för skogen och den 15 februari 2004 lanserades webbplatsen. Insamlingsstiftelsens gamla namn kom från att besökare till webbplatsen kunde klicka på en knapp. Varje klick länkades till en sponsors hemsida som på så vis fick ökad trafik. Klicket lades ner våren 2020 och lämnade utrymme för nya samarbetsformer med företag. 
Initiativtagarna Ann Murugan (tidigare Rask) och Jenny Strand ansåg att den svenska naturen är unik och måste bevaras för framtiden, samtidigt som alltför liten del ansågs möjlig att bevara med statliga medel. I juli 2005 hade man delvis genom klicket samlat ihop 840 000 kronor vilket ledde till att Ännamusskogen blev den första skogen som Ett klick för skogen kunde köpa.
I mars 2009 kunde Verle gammelskog tack vare Naturarvet, Västkuststiftelsen och Ale kommun, räddas undan ett överhängande avverkningsbeslut i en unik lösning för Sverige, då både ideella krafter, en kommun, regionen och staten tillsammans verkade för att en gammelskog skulle bevaras och bilda naturreservat. Fältbiologerna engagerade sig i projektet och samlade in 400 000 kr som överlämnades till Ale kommun. Fältbiologerna återbesökte skogen tillsammans med Naturarvet under sitt 70-årsjubileum 2017.
Den 7 mars 2011 lanserades Naturarvet. Tekniskt sett bytte Insamlingsstiftelsen Ett klick för skogen namn till Insamlingsstiftelsen Naturarvet. Stadgarna och målsättningen är densamma men Naturarvet har successivt arbetat för att ligga i framkant när det gäller tekniska lösningar för insamling till den unika verksamhet som Naturarvet bedriver. Givare ges en unik möjlighet att direkt koppla sin gåva till en yta, som anges med koordinater så att givaren kan besöka ytan och få se den skog som de har bidragit till att bevara. 
Förvärvet 2012 av Iglekärrs gammelskog (ca 70 ha) i Ale kommun gränsar i öster till Eklidens Naturreservat (ca 80 ha). Insamlingen gick långsamt varför extern hjälp 2014 anlitades för att värva skogsfaddrar. På några månader tiodubblades antalet månadsgivare och förvärv av ytterligare fastigheter intill Iglekärr och Ekliden ledde till en sammanhängande skyddad areal om 208 ha på Gategårdsberget öster om Skepplanda.
Naturarvet kunde 2015 rekrytera en ny verksamhetsledare på heltid, som tillsammans med sin partner som ideell coach och insamlingsstrateg sedan dess har drivit verksamheten så att såväl insamlingen som areal skyddad skog har ökat med ca 500 %.
Panorama av ett alkärr i Svartsundets gammelskog på Gräsö